# Gentiana bicuspidata
Gentiana bicuspidata és una espècie de planta fanerògama que pertany a la família de les gencianàcies (Gentianaceae).

## Descripció
Gentiana bicuspidata és una planta perenne amb arrels pivotants de 5 a 15 cm llarg, 2 a 5 mm de gruix, freqüentment ramificades. Les seves tiges són decumbents a suberectes, de 10 a 40 cm de llarg, glabres a puberulents. Les seves fulles són sèssils, linears a estretament el·líptiques, de 1,5 a 6 cm de llarg i 2 a 6 mm d'amplada, l'àpex és agut a obtús, la base és decurrent, i el seu limbe foliar és finament denticulada, concolors.
Les flors són solitàries a la part terminal de tiges i branques, de vegades allargades. El calze és glabre, amb el tub de 6 a 16 mm de llarg, campanulat amb lòbuls erectes, linears a estretament oblongs, de 5 a 18 mm de llarg. La corol·la és blava i porpra, de 3 a 6 cm de llarg, tub campanulat, amb 5 pètals el·líptics i ovats, de 5 a 12 mm de llarg, àpex apiculat, apèndixs interlobulars bicuspidats, de 2 a 5 mm de llarg; inclosos els estams, anteres rectes, de 4 a 5 mm de llarg.
Les càpsules són el·líptiques, de 4 a 6 cm de llarg i les llavors fan de 2 mm de llarg i 1 mm d'amplada i són alades.

## Distribució i hàbitat
Gentiana bicuspidata és un endemisme mexicà de distribució restringida a les muntanyes del centre i nord-oest de Mèxic.
En el seu hàbitat, és una planta relativament freqüent i que forma part de la vegetació de pantans i llocs inundables en boscos de pi i oyamel. Creix a una altitud dels 2300 fins als 3900 m. Floreix durant gairebé tot l'any.

## Taxonomia
Gentiana bicuspidata va ser descrita per John Isaac Briquet i publicat a Candollea 4: 324, a l'any 1931.
Etimologia
Gentiana: Segons Plini el Vell i Dioscòrides Pedaci, el seu nom deriva del de Genci, rei de Il·líria en el segle ii, a qui s'atribuïa el descobriment del valor curatiu de la Gentiana lutea.
bicuspidata: epítet llatí composta pel sufix bi- que significa "dos" i per la paraula cuspidata que significa "punt, llança, agulló". Per tant, vol que està format per "dos punts, dues llances, dos agullons".
Sinonímia
- Pneumonanthe bicuspidata G.Don
- Gentiana adsurgens Cerv. ex-Griseb.
- Gentiana adsurgens var. uniflora Kusn.
- Gentiana angusta M.E.Jones[7]